# Windell D. Middlebrooks
Windell Dwain Middlebrooks, Jr., né le 8 janvier 1979 à Fort Worth au Texas, et mort le 9 mars 2015 dans la vallée de San Fernando en Californie, est un acteur américain.
Il est connu sous le nom de "Kirby" dans la série a succès La Vie de croisière de Zack et Cody. De 2011 à 2013, il joue le rôle du Dr. Curtis Brumfield dans la série Body of Proof. 

## Filmographie

### Court métrage
- 2009 : Enlightened! de Paul B. Pedreira : oiseau libre
- 2012 : Heckle or Hell de Stephanie Parrott et Angel Laketa Moore : Levontay Jenkins

### Long métrage
- 2009 : Miss March de Zach Cregger et Trevor Moore : videur #1
- 2015 : Road Hard d'Adam Carolla et Kevin Hench : Reggie

### Télévision

#### Téléfilm
- 2009 : Ace in the Hole de Ted Wass : Don Braxton
- 2014 : The Mason Twins de Robert Duncan McNeill : Chance

#### Série télévisée
- 2005 : Weekends at the DL :
  - (saison 1, épisode 11) : Mohammed
  - (saison 1, épisode 21) : Reggie Shanks
- 2005 : The Bernie Mac Show (saison 5, épisode 08 : Pop Pop Goes the Weasel) : Boogie
- 2006 : Julie Reno, Bounty Hunter (saison 1, épisode 01 : Pilot) : Windelle
- 2006 : All of Us (saison 4, épisode 05 : Pretty Woman) : Sugar Scoops Ice Cream Man
- 2007 : Earl (My Name Is Earl) (saison 2, épisode 14 : L'Oraison funèbre) : Landlord
- 2007 : Veronica Mars (saison 3, épisode 11 : Raison et Sentiments) : Big Scary Man / Happy
- 2007 : Hannah Montana (saison 2, épisode 06 : Qu'est-ce qu'on attend pour faire le mur ?) : Plumber
- 2007 : Entourage (saison 4, épisode 08 : Histoire de famille) : Delivery Guy
- 2008 : Chocolate News (2 épisodes) (TV série) : Black Ice 
  - (saison 1, épisode 03)
  - (saison 1, épisode 05)
- 2008 : Urgence (ER) (saison 15, épisode 09 : Chutes de neige) : Arnie
- 2008 - 2011 : La Vie de croisière de Zack et Cody (The Suite Life on Deck) (10 épisodes) : Kirby Morris
- 2009 : Parks and Recreation (saison 1, épisode 04 : Boys' Club) : Brian
- 2009 - 2010 : Scrubs (6 épisodes) : Capitaine Duncook
- 2010 : Cougar Town (saison 1, épisode 19 : Tout à la fois) : Gerald
- 2010 : Philadelphia (It's Always Sunny in Philadelphia) : Nick
  - (saison 6, épisode 01 : Mac Fights Gay Marriage)
  - (saison 6, épisode 12 : Dee Gives Birth)
- 2011 - 2013 : Body of Proof (42 épisodes) : Curtis Brumfield
- 2013 : TMI Hollywood (saison 3, épisode 08 : Winning with Windell) : Host / Various
- 2014 :  Mighty Med :
  - (saison 1, épisode 16 : Mighty Mad) : Mr. Patterson / Agent Blaylock
  - (saison 2, épisode 03 : Mighty Mole) : Mr. Patterson / Agent Blaylock